# یوتا شلیاق
یوتا شلیاق یک ستاره است که در صورت فلکی شلیاق قرار دارد.